# St Mary's Church (Kirkheugh)

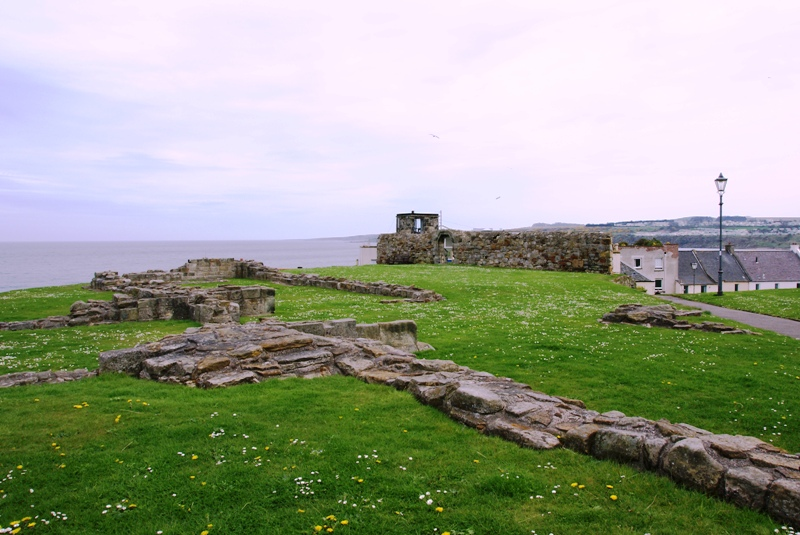
St Mary's Church (Kirkheugh).

De St Mary's Church, ook wel St Mary on the Rock en St Mary Collegiate Church genoemd, is (de ruïne van) een twaalfde-eeuwse kerk, gelegen in Kirkheugh, bij de St Andrews Cathedral in St Andrews in de Schotse regio Fife.

## Geschiedenis
St Mary's Church is vermoedelijk gebouwd ten behoeve van de orde van Céli Dé, ook bekend onder de naam Culdees, die in 1144 besloten St Andrews Cathedral te verlaten toen de Augustijnen een priorij stichtten. In 1248-1249 veranderde de orde van de Culdees naar een stift, de eerste stift in Schotland.
Het schip stamt vermoedelijk uit de twaalfde eeuw. De laatste werkzaamheden zijn verricht aan het koor, vermoedelijk in de jaren veertig van de dertiende eeuw.
De kerk overleefde de reformatie, die begon in 1560, niet.
De resten van de kerk werden ontdekt in 1860, toen een kustbatterij op de locatie van de kerk werd aangelegd.

## Bouw
St Mary's Church heeft een kruisvormige plattegrond en was west-oostelijk georiënteerd. De kerk is gelegen op het uiteinde van een klif ten oosten van St Andrews Cathedral. Enkel de fundamenten zijn overgebleven. Vermoedelijk had de kerk een kleine toren ter hoogte van de kruising. Aan de noordzijde van het koor bevond zich een sacristie. Het koor was langer dan het schip.

## Beheer
De St Mary's Church wordt beheerd door Historic Scotland.